# ボルボ・V50
V50（Volvo V50）は、スウェーデンの自動車メーカー、ボルボ・カーズが2004年から2012年まで製造・販売していたステーションワゴンタイプの乗用車である。

## 2004年-2012年

### 2004年販売型
2003年のボローニャモーターショーにてプロトタイプが発表され、2004年5月に発表された。
斜線と縦格子を組合せたフロントグリルにV型のボンネットなど伝統的なボルボのデザインを踏襲。プラットフォームは、マツダ・アクセラやフォード・フォーカスなどと共通の「フォード・C1プラットフォーム」（「ボルボ・P1プラットフォーム」）を用いている。
衝突安全性においては、ボディが複数のクランプルゾーン（衝撃吸収前後ボディ構造）で構成され、側面には「SHIPS」、後方には「WHIPS」と呼ばれるボルボ独自のシステムが装備されている。
エンジンは1.6L・1.8L・2.0Lの直4DOHCガソリン（同じフォードグループのマツダが開発）と2.4L・2.4Lターボの直5DOHCガソリン、1.4L・2.0Lの直4DOHCディーゼルと2.4Lの直5DOHCディーゼルがラインナップされている（ディーゼルは北米では販売されていない）。

### 2007年改良型
2007年9月、フェイスリフトが行われ、後期型となる。エントリーモデルとして「2.4Aktiv」を新設し、ラインナップを一新する。
2009年3月、新しく導入された直列4気筒 2.0リッターのガソリンエンジンと、新開発の6速デュアルクラッチトランスミッションを組み合わせた「2.0e」をラインナップに追加。
2012年ボルボ・V40の発売に伴い、V50の販売を終了した。

## 主要諸元
| モデル                | 排気量   | 気筒数 | 最高出力/回転数(rpm)    | 最大トルク/回転数(rpm) | 販売期間       |
| --------------------- | -------- | ------ | ----------------------- | ---------------------- | -------------- |
| ガソリン車            |          |        |                         |                        |                |
| 1.6                   | 1,596 cc | 4      | 74 kW (100 PS) / 6,000  | 150 Nm /4,000          | 2005/1–2010/10 |
| 1.8                   | 1,798 cc | 4      | 92 kW (125 PS) / 6,000  | 165 Nm / 4,000         | 2004/1–2009/10 |
| 2.0                   | 1,999 cc | 4      | 107 kW (145 PS) / 6,000 | 185 Nm / 4,500         | 2006/10–2012/5 |
| 2.4                   | 2,435 cc | 5      | 103 kW (140 PS) / 5,000 | 220 Nm / 4,000         | 2004/1–2009/10 |
| 2.4i                  | 2,435 cc | 5      | 125 kW (170 PS) / 6,000 | 230 Nm / 4,400         | 2004/1–2009/10 |
| 2.5 T5                | 2,521 cc | 5      | 162 kW (220 PS) / 5,000 | 320 Nm / 1,500–4,800   | 2004/4–2007/3  |
| 2.5 T5                | 2,521 cc | 5      | 169 kW (230 PS) / 5,000 | 320 Nm / 1,500–5,000   | 2007/4–2012/5  |
| ディーゼル車          |          |        |                         |                        |                |
| 1.6 D                 | 1,560 cc | 4      | 80 kW (109 PS) / 4,000  | 240 Nm / 1,750         | 2005/1–2010/4  |
| D2 (DRIVe)            | 1,560 cc | 4      | 84 kW (115 PS) / 3,600  | 270 Nm / 1,750–2,500   | 2010/4–2012/5  |
| 2.0 D                 | 1,997 cc | 4      | 100 kW (136 PS) / 4,000 | 320 Nm / 2,000         | 2004/1–2010/4  |
| D3                    | 1,984 cc | 5      | 110 kW (150 PS) / 3,500 | 350 Nm / 1,500–2,750   | 2010/4–2012/5  |
| D4                    | 1,984 cc | 5      | 130 kW (177 PS) / 3,500 | 400 Nm / 1,750–2,750   | 2010/4–2012/5  |
| D5                    | 2,400 cc | 5      | 132 kW (180 PS) / 4,000 | 350 Nm / 1,750–3,250   | 2006/3–2009/10 |
| フレックス燃料車(FFV) |          |        |                         |                        |                |
| 1.8 F                 | 1,798 cc | 4      | 92 kW (125 PS) / 6,000  | 165 Nm / 4,000         | 2007/4–2009/10 |
| 2.0 F                 | 1,999 cc | 4      | 107 kW (145 PS) / 6,000 | 185 Nm / 4,500         | 2009/11–2012/5 |

- 2005年12月より全ディーゼル車に粒子フィルタを装着
- フレックス燃料車（FFV） = ガソリン15%と無水エタノール85%の混合燃料 (E85)

## リンク
ウィキメディア・コモンズには、ボルボ・V50に関するカテゴリがあります。